# Калиновка (Тайыншинский район)
Калиновка (каз. Калиновка) — село в Тайыншинском районе Северо-Казахстанской области Казахстана. Село входит в состав Абайского сельского округа. Код КАТО — 596033200.

## Население
В 1999 году население села составляло 702 человека (343 мужчины и 359 женщин). По данным переписи 2009 года, в селе проживало 509 человек (250 мужчин и 259 женщин).